# Rhigozum brevispinosum
Rhigozum brevispinosum là một loài thực vật có hoa trong họ Chùm ớt. Loài này được Kuntze miêu tả khoa học đầu tiên năm 1886.